# 定海园西站
定海园西站是一个位于中国北京市通州区台湖镇科创街与经海路交叉口，属于北京地铁亦庄有轨电车T1线的有轨电车站。

## 结构
| 地面 | 侧式站台，右側開门           | 侧式站台，右側開门 |
| 地面 | █ 亦庄T1线往屈庄（经海一路） |                    |
| 地面 | █ 亦庄T1线往定海园（終點站） |                    |
| 地面 | 侧式站台，右側開門           |                    |